# Élection à la présidence du Parti libéral-démocrate japonais de 2012
L'élection à la tête du Parti libéral-démocrate se tient le 26 septembre 2012 afin d'élire le chef du parti. Shinzō Abe est élu.
Shigeru Ishiba, qui était le favori des militants et sympathisants d'après les sondages, arrive en tête du premier tour, avec 199 votes (dont 165 des trois cents alloués au vote des membres des fédérations préfectorales et trente-quatre des 197 parlementaires qui se sont exprimés) contre 141 à Abe (54 membres de la Diète et 87 délégués des militants), 96 à Nobuteru Ishihara (il arrive en tête du vote des parlementaires en rassemblant sur son vote 58 d'entre eux, mais ne gagne que 38 votes de militants), 34 à Nobutaka Machimura (vingt-sept parlementaires et sept représentants de la base) et vingt-sept à Yoshimasa Hayashi (vingt-quatre parlementaires et trois votes militants).
Au second tour, où ne participent que les seuls parlementaires, élus de la Diète, Shinzō Abe l'emporte avec 108 votes contre 89 à Shigeru Ishiba. Il nomme toutefois Shigeru Ishiba le lendemain du scrutin au poste de secrétaire général et numéro deux du parti.

## Résultats
| Candidats | Candidats          | Premier tour        | Premier tour        | Premier tour     | Premier tour     | Premier tour     | Premier tour | Premier tour | Deuxième tour       | Deuxième tour       |
| Candidats | Candidats          | Membres de la diète | Membres de la diète | Membres du parti | Membres du parti | Membres du parti | Total        | Total        | Membres de la Diète | Membres de la Diète |
| Candidats | Candidats          | Voix                | %                   | Votes            | Voix             | %                | Voix         | %            | Voix                | %                   |
| --------- | ------------------ | ------------------- | ------------------- | ---------------- | ---------------- | ---------------- | ------------ | ------------ | ------------------- | ------------------- |
|           | Shinzō Abe         | 54                  | 27,41               | 140 668          | 87               | 29,00            | 141          | 28,37        | 108                 | 54,82               |
|           | Shigeru Ishiba     | 34                  | 17,26               | 233 376          | 165              | 55,00            | 199          | 40,04        | 89                  | 45,18               |
|           | Nobuteru Ishihara  | 58                  | 29,44               | 74 552           | 38               | 12,67            | 96           | 19,32        |                     |                     |
|           | Nobutaka Machimura | 27                  | 13,71               | 26 463           | 7                | 2,33             | 34           | 6,84         |                     |                     |
|           | Yoshimasa Hayashi  | 24                  | 12,18               | 16 246           | 3                | 1,00             | 27           | 5,43         |                     |                     |
|           |                    |                     |                     |                  |                  |                  |              |              |                     |                     |
| Total     | Total              | 197                 | 100                 | 491 305          | 300              | 100              | 497          | 100          | 197                 | 100                 |